# Eraldo Giacobbe
Eraldo Giacobbe (Turim, Itália, 2 de Abril de 1899 - Pelotas, Rio Grande do Sul, 31 de dezembro de 1970), foi um empresário ítalo-brasileiro e líder industrial no Rio Grande do Sul.

## Biografia
Tendo completado o ensino primário, Giacobbe iniciou a trabalhar aos 11 anos como mensageiro. Aos 15 trabalhou na fábrica de  automóveis Fiat em sua cidade, e aos 17 foi chamado para o serviço militar, tendo participado de várias batalhas na I Guerra Mundial. Foi ferido duas vezes e ganhou sete condecorações por mérito e bravura. Após a guerra, voltou a seu trabalho como torneiro mecânico até o começo do fascismo quando, por não concordar com as idéias de  Mussolini, resolveu  emigrar. Escolheu como destino o Brasil, chegando ao porto de Santos em 27 de maio de 1924, indo logo depois para  São Paulo, onde trabalhou na fábrica de tecidos Scarpa. Mas, como a revolução legalista não permitia um trabalho continuado, foi para Pelotas, Rio Grande do Sul, em setembro de 1925. Ali trabalhou na agência Fiat local e, logo depois, empregou-se na Light, onde começou como ajudante de maquinista, vendedor de rádios e refrigeradores nas horas vagas, chegando a sub-chefe da sala de máquinas, onde trabalhou até 1932. Nesse período, junto a seu irmão Italo, mandou vir seus pais e seu irmão mais novo, Franco, para Pelotas. Também nesse ano casou-se com Yolanda Brauner Timm. Junto com seu sogro, Luís Timm, e seu irmão Franco, iniciou uma pequena fábrica de acumuladores elétricos, chegando a  exportar para o  norte do país o excedente da produção. Em 1933, aproveitando as prensas utilizadas para fabricar as  baterias, iniciou as primeiras experiências para produzir óleo de amendoim e óleo de linhaça com a marca Pampeiro. Foi dessas experiências que nasceu a Fábrica de Óleos Vegetais Timm Giacobbe Ltda. Preocupado com o bem estar de seus funcionários, foi um dos fundadores do Clube 3 de Outubro, que se destinava ao amparo social dos trabalhadores. Em 1938 transformou em Cia. Nacional de Óleo de Linhaça S/A a primitiva firma Timm Giacobbe Ltda. e, um ano depois, fundou a Cia. Indústria Linheiras S/A. Em 1945 tornou-se brasileiro por naturalização. Realizando um de seus sonhos, em 1º de maio de 1949 entregou aos funcionários da NAOLI (Nacional de Óleo e Linhaça) um amplo prédio próximo da fábrica, que lhes daria não só o amparo social, como espaço para lazer junto a seus familiares, pois lá existia um campo de futebol, cancha de  bolão e quadras para vôlei e basquete, além de um salão para reuniões festivas. Dentro da sede social existia uma cooperativa onde os industriários podiam adquirir, a preço de custo, todos o gêneros alimentícios e de higiene pessoal de primeira necessidade. Ao lado dessa sede foi construída uma capela, onde a população da redondeza tinha missas dominicais e demais atividades religiosas. Em 1947 foi um dos fundadores do CIPEL - Centro das Indústrias de Pelotas, sendo o primeiro presidente, instituição que lhe outorgou, em 1964, o título de Industrial do Ano. Não atuando apenas na indústria, foi candidato a vereador de Pelotas e suplente municipal. Junto com outros industriais pelotenses, trouxe para Pelotas o SESI, que ali fundou sua unidade em 15 de agosto de 1950. Continuando seu trabalho em Pelotas, em 1951 fundou a Produtos Agro-Pecuários Taurus S/A e, em 1960, a Giacobbe Comercial Industrial e Financeira S.A. Também foi diretor-consultor da Fanadol, fez parte do Conselho Fiscal do Banco do Rio Grande do Sul e membro atuante da Associação Comercial de Pelotas. Em março de 1960 foi-lhe concedido o título de Cidadão Pelotense pelos membros do Legislativo de Pelotas em reconhecimento pelo seu trabalho em prol do crescimento da cidade. Também em reconhecimento por seu trabalho e sua capacidade ,o governo italiano o condecorou com a Stella della Solidarietá (Ordem da Estrela da Solidariedade Italiana), como pode ser observado no site oficial da Presidência Italiana.
Eraldo Giacobbe, junto com dona Yolanda, teve três filhos: Eraldo, Valesca e Rosalva. Morou em Pelotas até sua morte em 31 de dezembro de 1970. Em 8 de fevereiro de 1976 o SESI, Serviço Social da Indústria, e o SENAI, Serviço Nacional de Aprendizagem Industrial, ao inaugurarem suas recentes instalações, lembraram de seu nome, passando o complexo a se chamar Centro de Atividades Eraldo Giacobbe.